# ジャーマニー・シェーファー
ジャーマニー・シェーファー（William Herman "Germany" Schaefer , 1876年2月4日 - 1919年5月16日）は、1900～1910年代に活躍したメジャーリーグの野球選手（内野手）。アメリカ合衆国イリノイ州シカゴ生まれ。右投右打。ニックネームは"Liberty"（リバティ）。タイ・カッブのチームメイトだった二塁手で、持ち前のショーマンシップで数々の逸話を残した。

## 来歴・人物

### タイガース入団まで
1876年、シカゴでドイツ移民の両親の間に生まれる。18歳の頃にはその機敏さと守備力が目を引くようになっていた。シカゴのセミプロのチームで数年過ごした後、1898年にサウスダコタのスーフォールズというセミプロ球団と契約、そこで内野手として目を見張る活躍をしたことで、1901年にウェスタンリーグのセントポール球団に昇格した。同年のシーズン終盤になってシカゴ・オーファンズ（翌1902年からシカゴ・カブス）と契約し、メジャーにデビューしたのは10月に入ってからだった。翌1902年はカブスで三塁を守ったが打率.196と打つ方がさっぱりで、シーズン途中にセントポールに送り返されることになる。1903年の丸1年をセントポールで過ごした後、1904年にはシアトル、ミルウォーキーとチームを移りながらその守備力を磨いていった。

### タイガース時代
1905年、既に29歳になっていたシェーファーは、当時弱かった二遊間の補強に躍起になっていたデトロイト・タイガースに入団。シェーファーはすぐにチームに溶け込み、特に同じシカゴの出身だったチャーリー・オレアリーとは、フィールドの内外でいつもおどけた軽妙なやり取りをするほどの仲になった。シェーファーは正二塁手として151試合に出場し、打率は.244だったが、守備ではリーグ最多の刺殺数と.955の守備率を記録した。この頃からシェーファーは持ち前のショーマンシップを発揮し、観客を喜ばせる派手なパフォーマンスを見せるようになる。

#### 予告ホームラン
シェーファーは現役通算で、ランニングホームランを含め9本しか本塁打を記録していない非力な打者だった。だがそのうちの1本は、1906年6月24日の対ホワイトソックス戦で、派手なパフォーマンスとともに見せた「予告ホームラン」だった。この試合、タイガースが1点差を追いかけ9回の2アウトで走者が一人出たところで、シェーファーが代打で登場する。シェーファーは生まれ故郷シカゴの観客に向けて大見得を切った。
| 「 | さあて皆様、皆様の声援を受け、この世で最も偉大なピンチヒッター、ハーマン・シェーファー、いや『ハーマン・ザ・グレート』の登場です。これよりあの球を、レフト観覧席へ打ち込んでご覧にいれましょう。ありがとう。 | 」 |

打席に入ったシェーファーは、ホワイトソックスの投手ドク・ホワイトの初球を叩くと、打球は彼の口約通りレフトの観客席へ消えていった。ベースを一周する間、シェーファーは競馬を真似て「シェーファー半馬身リード!」と実況を入れながら、一塁から本塁まで全ての塁に滑り込み、最後に本塁にフックスライドで滑り込んだ後、立ち上がり帽子を取って観客にお辞儀をした。「それでは皆様、本日午後のパフォーマンスはこれにて終了。皆様のご配慮に感謝いたします」。シェーファーの派手な予告本塁打は翌日の新聞に一斉に書きたてられた。
フィラデルフィア・アスレチックスと対戦した別の試合では、シェーファーはアスレチックスのエースだったルーブ・ワッデルから、コロンビア・パークの場外に消える大きな本塁打を放った。この時はバットを持ったまま走り、ベースを踏むごとにバットを銃のように構え、ワッデルを撃つ真似をしながらベースを廻ったという。

#### ワールドシリーズでの隠し球
シェーファーの突飛なパフォーマンスはこれだけにとどまらなかった。雨がずっと降り続く中で行われていたある試合では、ゴム長靴にレインコート姿で登場し、打席に立とうとして退場処分になった。また別の試合では付け髭（口髭）をつけて打席に立とうとし、やはり退場になった。
1907年にシェーファーはタイガースのキャプテンに指名された。これはシェーファーが派手なパフォーマンスと裏腹に、ゲームではその「抜け目のなさ」を見せていたこと、またシェーファーと同じ年に入団したタイ・カッブの数少ない友人だったことなどが理由だった。シェーファーは毎年堅実な守備を見せ、タイガースは同年のアメリカンリーグ優勝を飾った。
タイガースは1907年のワールドシリーズで、当時強力な投手陣を誇ったシカゴ・カブスと対戦した。シリーズは0勝4敗1分で屈したものの、シェーファーは第2戦の1回裏に、三塁手のビル・コーリンと連携し、これまでのワールドシリーズで唯一となる『隠し球』を成功させている。シリーズの第1戦に、タイガースはカブスの先頭打者ジミー・スレイグルに2盗塁を許しており、何とかスレイグルの足を封じようとしていた。第2戦の初回、スレイグルは四球で出塁するとすかさず盗塁、二塁への悪送球の間に三塁を陥れる。続く2番のジミー・シェッカードは三振し、バッターに3番のフランク・チャンスを迎えた。スレイグルは離塁してリードを取るが、その時ボールは何故か三塁のコーリンのグラブの中にあった。細かいプレーは記録されていないが、ボールはシェッカードが三振して内野を廻るうち、こっそりシェーファーからコーリンに送られていたものと考えられている。

#### 一塁への盗塁
1908年、チームはアメリカンリーグ2連覇を遂げ、シェーファー自身も俊足を発揮し40盗塁を記録した。これはこの年のリーグ3位の成績だった。この40盗塁の中には「一塁への盗塁」がカウントされていると考えられている。チームメイトのデービー・ジョーンズは、シェーファーは試合で「一塁に盗塁したただ一人の男」と回想している。ただ他の記録を見ると、一塁への逆走盗塁を試みた例はいくつかあり、1902年8月13日にアスレチックスのハリー・デービスが、また1908年7月31日にフレッド・テニーがこれを試みている記録がある。
ジョーンズの回想に基づけば、シェーファーが一塁への盗塁を見せたのは1908年頃の対インディアンス戦と見られる。この試合の9回、三塁にジョーンズが、シェーファーが一塁に出塁する場面が来た。タイガースはダブルスチールを試み（捕手が二塁に送球し、その間に三塁走者が本塁を陥れる作戦だった）たが、インディアンスの捕手ニグ・クラークは二塁へ送球せず、結果シェーファーだけが二塁に進塁した。すると次の投球で、シェーファーは二塁から一塁へ逆走し、更に次の投球でもう一度二塁へ進塁したという。ただこの回想は、実際のどの試合のことを指していたのかが特定できていない。
翌1909年もタイガースは好調で、シェーファー自身もデトロイトで高い人気を得ていたのだが、同年8月にジム・デラハンティと交換トレードでワシントン・セネタース（現：ミネソタ・ツインズ）に移籍する。

### セネタース時代
セネタース移籍後の1911年は打撃面が好調で、打率は自己最高となる.334（リーグ8位）を記録した。
シェーファーがはっきりと「一塁盗塁」の記録を残したのは、同年8月4日の対ホワイトソックス戦だった。9回裏、サヨナラの走者となるクライド・ミランを二塁に置き、シェーファーがバントヒットで出塁した。一・三塁の場面でセネタースはダブルスチールを仕掛けたが、ホワイトソックスの捕手フレッド・ペインは二塁へ送球しなかった。するとシェーファーは次の投球で二塁から一塁へ盗塁し、一塁に戻ってしまった。このプレーにホワイトソックスの監督をしていたヒュー・ダフィーが、審判のトム・コナリーにアウトだと抗議し、二人で言い争いをしている間に、シェーファーは再び二塁へ走ろうとした。シェーファーは一・二塁間で挟まれ、その間に三塁走者のミランが本塁を狙ったがタッチアウトになった。
すると今度はセネタース側が「フィールドに（監督含め）10人のプレーヤーが居たから今のプレーは無効」とアピールし試合は混乱した。セネタースの抗議はすぐ却下されたが、試合後主審のコナリーは、ルール上明確に禁じられていないことを理由にシェーファーの一塁への盗塁を認めた。その後1920年になって、はっきりと逆走の盗塁を禁じる文章が野球規則（7.08i）に書き加えられることになる。
セネタース移籍後のシェーファーは選手兼任だったが、コーチとしての役割が徐々に増えていった。相手チームのサイン盗みに長け、野次もうまかったそうである。しかし気まぐれな行動は相変わらずで、1912年6月8日のシカゴでの試合で退場になったときは、シェーファーはコーチスボックスでポップコーンを食べていた。またセネタースではニック・アルトロックやアル・シャクトらとコンビを組んで、両手にバットを持ち、ファウルラインの上を綱渡りのようにして歩くパフォーマンスを見せるなどして関係者を笑わせていた。シェーファーは1912年頃のスポーティングニュース紙のインタビューに対し、「コーチのユーモアはチームに必要だと思う。味方は機嫌がよくなり、相手は気が散るからね。（監督の）クラーク・グリフィスも同じ考えだと思うよ。彼は私のおふざけを煽るから」と語った。
1913年のオフにはチャールズ・コミスキーらが率いる「世界周遊野球チーム」に参加し、同年には日本でも試合を行っている。

### 引退〜突然の死
1914年までセネタースに在籍した後、1915年にフェデラル・リーグのニューアーク・ペパーに参加、リーグが解体された後、1916年にニューヨーク・ヤンキース、1918年にクリーブランド・インディアンスのコーチを務め、それぞれ1試合だけ出場している。
シェーファー自身が自分の愛称を「ジャーマニー」から「リバティ」に改名する、と周囲に語ったのはこの頃である。当時第一次世界大戦が始まり、アメリカの敵国となったドイツの名物「ザワークラウト」のことを、「自由キャベツ（liberty cabbage）」と言い換えるようになった事になぞらえた、彼ならではのジョークだった。
1918年を最後に選手を引退した後、シェーファーは1919年にジョン・マグローの誘いでニューヨーク・ジャイアンツのスカウトとして雇われる。しかし彼はこの頃既に肺結核を患っていた。
1919年5月16日、ニューヨーク北部を通る電車に乗っている最中、サラナク湖付近で突然大量に吐血し亡くなった。43歳だった。

## 詳細情報

### 年度別打撃成績
| 年 度      | 球 団      | 試 合 | 打 席 | 打 数 | 得 点 | 安 打 | 二 塁 打 | 三 塁 打 | 本 塁 打 | 塁 打 | 打 点 | 盗 塁 | 盗 塁 死 | 犠 打 | 犠 飛 | 四 球 | 敬 遠 | 死 球 | 三 振 | 併 殺 打 | 打 率 | 出 塁 率 | 長 打 率 | O P S |
| ---------- | ---------- | ----- | ----- | ----- | ----- | ----- | -------- | -------- | -------- | ----- | ----- | ----- | -------- | ----- | ----- | ----- | ----- | ----- | ----- | -------- | ----- | -------- | -------- | ----- |
| 1901       | CHC        | 2     | 7     | 5     | 0     | 3     | 1        | 0        | 0        | 4     | 0     | 0     | --       | 0     | --    | 2     | --    | 0     | --    | --       | .600  | .714     | .800     | 1.514 |
| 1902       | CHC        | 81    | 323   | 291   | 32    | 57    | 2        | 2        | 0        | 65    | 14    | 12    | --       | 11    | --    | 19    | --    | 2     | --    | --       | .196  | .250     | .223     | .473  |
| 1905       | DET        | 153   | 629   | 554   | 64    | 135   | 17       | 9        | 2        | 176   | 47    | 19    | --       | 29    | --    | 45    | --    | 1     | --    | --       | .244  | .302     | .318     | .619  |
| 1906       | DET        | 124   | 498   | 446   | 48    | 106   | 14       | 3        | 2        | 132   | 42    | 31    | --       | 19    | --    | 32    | --    | 1     | --    | --       | .238  | .290     | .296     | .586  |
| 1907       | DET        | 109   | 419   | 372   | 44    | 96    | 12       | 3        | 1        | 117   | 32    | 21    | --       | 17    | --    | 30    | --    | 0     | --    | --       | .258  | .313     | .315     | .628  |
| 1908       | DET        | 153   | 665   | 584   | 96    | 151   | 20       | 10       | 3        | 200   | 52    | 40    | --       | 43    | --    | 37    | --    | 1     | --    | --       | .259  | .304     | .342     | .646  |
| 1909       | DET        | 87    | 308   | 280   | 26    | 70    | 12       | 0        | 0        | 82    | 22    | 12    | --       | 14    | --    | 14    | --    | 0     | --    | --       | .250  | .286     | .293     | .579  |
| 1909       | WHS2       | 37    | 140   | 128   | 13    | 31    | 5        | 1        | 1        | 41    | 4     | 2     | --       | 5     | --    | 6     | --    | 1     | --    | --       | .242  | .281     | .320     | .602  |
| '09計      | WHS2       | 124   | 448   | 408   | 39    | 101   | 17       | 1        | 1        | 123   | 26    | 14    | --       | 19    | --    | 20    | --    | 1     | --    | --       | .248  | .284     | .301     | .586  |
| 1910       | WHS2       | 74    | 265   | 229   | 27    | 63    | 6        | 5        | 0        | 79    | 14    | 17    | --       | 9     | --    | 25    | --    | 2     | --    | --       | .275  | .352     | .345     | .697  |
| 1911       | WHS2       | 125   | 516   | 440   | 73    | 147   | 14       | 7        | 0        | 175   | 45    | 22    | --       | 18    | --    | 57    | --    | 1     | --    | --       | .334  | .412     | .398     | .809  |
| 1912       | WHS2       | 60    | 194   | 166   | 21    | 41    | 7        | 3        | 0        | 54    | 19    | 11    | 6        | 4     | --    | 23    | --    | 1     | --    | --       | .247  | .342     | .325     | .667  |
| 1913       | WHS2       | 54    | 119   | 100   | 17    | 32    | 1        | 1        | 0        | 35    | 7     | 6     | --       | 2     | --    | 15    | --    | 2     | 12    | --       | .320  | .419     | .350     | .769  |
| 1914       | WHS2       | 30    | 33    | 29    | 6     | 7     | 1        | 0        | 0        | 8     | 2     | 4     | 1        | 1     | --    | 3     | --    | 0     | 5     | --       | .241  | .313     | .276     | .588  |
| 1915       | NEW        | 59    | 183   | 154   | 26    | 33    | 5        | 3        | 0        | 44    | 8     | 3     | --       | 3     | --    | 25    | --    | 1     | 11    | --       | .214  | .328     | .286     | .613  |
| 1916       | NYY        | 1     | 1     | 1     | 0     | 0     | 0        | 0        | 0        | 0     | 0     | 0     | 0        | 0     | --    | 0     | --    | 0     | 0     | --       | .000  | .000     | .000     | .000  |
| 1918       | CLE        | 1     | 5     | 5     | 2     | 0     | 0        | 0        | 0        | 0     | 0     | 1     | --       | 0     | --    | 0     | --    | 0     | 0     | --       | .000  | .000     | .000     | .000  |
| 通算：15年 | 通算：15年 | 1150  | 4305  | 3784  | 495   | 972   | 117      | 48       | 9        | 1212  | 308   | 201   | 7        | 175   | --    | 333   | --    | 13    | 28    | --       | .257  | .319     | .320     | .639  |

### 年度別投手成績
| 年 度     | 球 団     | 登 板 | 先 発 | 完 投 | 完 封 | 無 四 球 | 勝 利 | 敗 戦 | セ 丨 ブ | ホ 丨 ル ド | 勝 率 | 打 者 | 投 球 回 | 被 安 打 | 被 本 塁 打 | 与 四 球 | 敬 遠 | 与 死 球 | 奪 三 振 | 暴 投 | ボ 丨 ク | 失 点 | 自 責 点 | 防 御 率 | W H I P |
| --------- | --------- | ----- | ----- | ----- | ----- | -------- | ----- | ----- | -------- | ----------- | ----- | ----- | -------- | -------- | ----------- | -------- | ----- | -------- | -------- | ----- | -------- | ----- | -------- | -------- | ------- |
| 1912      | WS1       | 1     | 0     | 0     | 0     | --       | 0     | 0     | 0        | --          | ----  | 3     | 0.2      | 1        | 0           | 0        | --    | --       | 0        | 0     | 0        | 0     | 0        | 0.00     | 1.50    |
| 1913      | WS1       | 1     | 0     | 0     | 0     | --       | 0     | 0     | 0        | --          | ----  | 3     | 0.1      | 2        | 1           | 0        | --    | --       | 0        | 0     | 0        | 2     | 2        | 54.00    | 6.00    |
| 通算：2年 | 通算：2年 | 2     | 0     | 0     | 0     | --       | 0     | 0     | 0        | --          | ----  | 6     | 1.0      | 3        | 1           | 0        | --    | --       | 0        | 0     | 0        | 2     | 2        | 18.00    | 3.00    |

### 記録
- ワールドシリーズ出場：2回 （1907年、1908年）